# Ардити, Луиджи
Луиджи Ардити (итал. Luigi Arditi; 22 июля 1822, Крешентино, Италия — 1 мая 1903, Хоув, Англия) — итальянский дирижёр и композитор.

## Биография
Уроженец Пьемонта, учился в Миланской консерватории у Бернардо Феррары (скрипка) и Николы Ваккаи (композиция). Дебютировал как скрипач в 1839 году, в 1842 г. в городе Верчелли начал карьеру дирижёра. Первая опера Луиджи Ардити «Разбойники» (итал. I Briganti) была поставлена в Милане в 1841 году.
До 1846 г. дирижировал в различных оперных театрах Италии, затем отправился на Кубу вместе с Джованни Боттезини, где первым делом поставил одну из наиболее известных своих опер, «Корсар». С 1851 г. работал в Соединённых Штатах Америки, в том числе в Бостоне и Филадельфии, в 1852 году был приглашён на пост капельмейстера итальянской оперы Нью-Йорка, в которой завершил свою работу четыре года спустя второй из своих известнейших опер, «Шпионка» (итал. La Spia; 1856, главную партию на премьере пела Анна Лагранж). В 1856 г. посетил Константинополь, где по заказу султана Абдул-Меджида I сочинил «Турецкий гимн» (итал. Inno turco), позднее исполненный в лондонском Хрустальном дворце в честь визита следующего султана, Абдул-Азиза.
В 1858—1869 гг. капельмейстер Театра Её Величества в Лондоне, затем в 1869—1870 гг. в театре Ковент-Гарден. В заслугу Ардити входит первая полная постановка оперы Рихарда Вагнера («Летучий голландец») в Великобритании — парадоксальным образом, на итальянском языке, с Ильмой ди Мурска в одной из главных партий. Среди других британских премьер, прошедших под управлением Ардити, — «Гамлет» Амбруаза Тома, «Фауст» Шарля Гуно, «Сельская честь» Пьетро Масканьи.
В 1871—1873 гг. дирижировал в итальянской опере Санкт-Петербурга, затем работал в Германии, Вене, Мадриде. В 1885 г. вернулся в театр Ковент-Гарден.
Согласно Энциклопедическому словарю Брокгауза и Ефрона, «из его сочинений большую популярность приобрел вальс для пения „Il bacio“ (Поцелуй)».
Скончался в городе Хоув в графстве Восточный Суссекс.